# Tu Bishvat

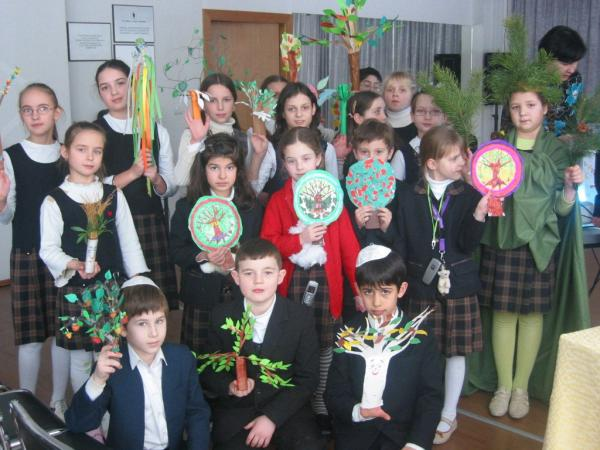
Tu Bishvat firas vid den judiska skolan i Vilnius

Tu Bishvat, hebreiska ט"ו בשבט Trädens högtid, är en högtid inom judendomen. 
Den femtonde i månaden Shvat kallas för trädens nyår. Det enda som är förknippat med denna dag är att äta någon frukt som växer i Israel. Vanligt att man väljer äta av de ”sju sorterna” som nämns i 5 Mosebok 8:8. De är vete, korn, vindruva, fikon, granatäpple, oliv, och dadel. 
Vissa i Israel planterar också nya träd tillsammans på denna högtid. 